# Corée
« Hanguk » redirige ici. Pour la collection de manhwa, voir Hanguk (collection).
Pour les articles homonymes, voir Corée (homonymie).
Pour l’article ayant un titre homophone, voir Chorée.
Ne doit pas être confondu avec Péninsule de Corée.
 (juillet 2016).
Si vous disposez d'ouvrages ou d'articles de référence ou si vous connaissez des sites web de qualité traitant du thème abordé ici, merci de compléter l'article en donnant les références utiles à sa vérifiabilité et en les liant à la section « Notes et références ».
Corée
(ko) 조선/朝鮮 ' / Chosŏn 
(ko) 한국/韓國 ' / Hanguk 
La Corée est un pays d'Asie de l'Est divisé en 1945 en deux zones d'occupation, puis en 1948 en deux États souverains et antagonistes, la Corée du Sud (république de Corée) et la Corée du Nord (république populaire démocratique de Corée), qui revendiquent la représentation de l'ensemble de la Corée. Le territoire de la Corée a des frontières terrestres avec la Chine et la Russie, une frontière maritime avec le Japon, et trois façades maritimes sur la mer Jaune à l'ouest, le détroit de Corée au sud et la mer du Japon à l'est que les Coréens appellent mer de l'Est. Il occupe une superficie de 220 258 km2,. La Corée s'étend principalement sur la péninsule de Corée, entourée de nombreuses îles ainsi que des terres situées entre l'isthme de Corée et les fleuves Yalou et Tumen.
La Corée est peuplée de plus de 75 millions d’habitants presque exclusivement coréens. À la suite de la fin de la colonisation japonaise (1905 – 1945), la Corée retrouve son indépendance. Les tensions entre le camp des communistes, soutenus par l'URSS et la Chine, et le Sud, soutenu par les États-Unis, empêchent de trouver un accord sur la formation d'un gouvernement unifié. La péninsule est divisée en 1945 par l'URSS et les États-Unis sous promesse de réunifier rapidement le pays par un gouvernement unitaire démocratiquement élu. Le climat politique turbulent et les intérêts géopolitiques des deux grandes puissances empêchent cette réunification. Par conséquent, les deux camps divisés se constituent en États, 
- En août 1948, le Sud forme la république de Corée  qui occupe 45 % du territoire de la péninsule. La Corée du Sud est quelque temps une dictature autoritaire avant de devenir dans les années 1990 une démocratie représentative à orientation capitaliste. Elle compte en 2017 environ deux tiers des habitants de la péninsule.

- En septembre 1948, le Nord forme la république populaire démocratique de Corée qui occupe 55 % du territoire. La Corée du Nord est gouvernée par un régime totalitaire issu des doctrines communistes ; elle compte environ un tiers de la population de la péninsule ;

La division étatique ne permet pas de stabiliser le climat politique sur la péninsule. Le 25 juin 1950, la Corée bascule dans la guerre et demeure depuis 1953, à la suite de la signature de l'armistice de Panmunjeom, dans une situation de conflit gelé.
Les deux Corée ont la même langue officielle, le coréen, supposé d’origine altaïque. Jusqu’au XVe siècle, la langue coréenne n'avait pas d’écriture propre et utilisait les sinogrammes chinois par les systèmes Idu et Hyangchal. Aujourd’hui, le coréen s’écrit avec l'alphabet hangeul.
En plus des deux États souverains, le peuple coréen a une large diaspora aux États-Unis, dans les ex-républiques soviétiques et en Chine. Les Chinois ethniquement coréens habitent la préfecture autonome coréenne de Yanbian, au nord-est de la province du Jilin. Cette région peut être assimilée à l'un des trois royaumes historiques, celui de Goguryeo. Ainsi que dans la province du Liaoning, notamment à Dandong ou se situe le Pont de l'amitié sino-coréenne. Il y a également des quartiers coréens importants à Pékin, ainsi qu'à Weihai, à l'Est de la péninsule du Shandong, proche du parallèle séparant les deux Corées.
La Corée est surnommée le pays du Matin calme, depuis une œuvre littéraire homonyme, mais son nom se traduit litt. par : « pays du Matin frais » : Joseon (ou Chosǒn) (조선, 朝鮮).

## Géographie

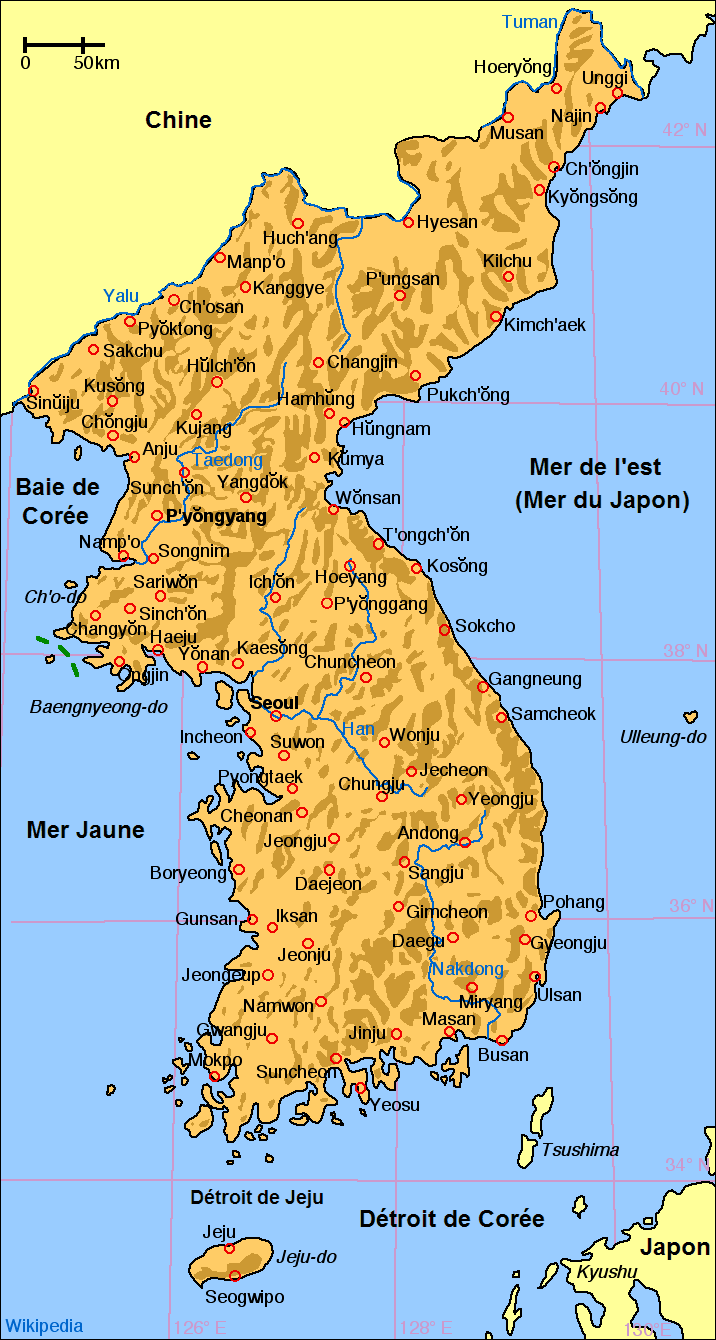

### Topographie
Le paysage se compose à 70 % de zones montagneuses partiellement couvertes de forêts à l’est et séparées par des vallées profondes et étroites. Dans l’ouest et le sud, on trouve des plaines côtières peuplées et cultivées.
La chaîne principale est constituée par les monts Taebaek, qui occupent le versant oriental de la péninsule. Il existe également une cinquantaine de montagnes dépassant les 2 000 m d’altitude, pour la plupart situées dans le Hamgyong au nord, dont le point culminant est le mont Paektu (2 744 m).

### Hydrographie
Le Yalou et le Tuman sont les deux fleuves les plus importants (790 km et 520 km respectivement). Ils marquent la frontière avec la république populaire de Chine et la Corée du Nord. Le Han (514 km), qui traverse Séoul, et le Nakdong (506 km) assurent aussi bien les besoins en eau des villes que ceux de l’agriculture.

### Littoral et îles
La Corée du Sud occupe la partie méridionale de la péninsule coréenne, qui s’étend sur 1 100 km, du continent asiatique vers le sud. Cette péninsule montagneuse est baignée à l'ouest par la mer Jaune et à l'est par la mer du Japon (ou comme les coréens l’appellent, la mer de l’Est, mais cette appellation n'est pas reconnue par la communauté internationale,). Au sud, le détroit de Corée sépare les côtes coréenne et japonaise.
Ses côtes sont très découpées, et on y compte plus de trois mille îles dont la principale est Jeju, située à 85 km au sud de la péninsule.
Le cas des rochers Liancourt (appelés aussi « Dokdo » en Corée, « Takeshima » au Japon) est particulier : ils sont unilatéralement occupés et administrés par la Corée du Sud depuis 1954, malgré revendication par le Japon (en 1954, 1962 et 2012).

### Climat
Le climat local est typique des façades orientales des continents, mais avec des nuances selon les zones. La côte sud a un climat subtropical humide et est touchée par le régime des moussons appelé localement le jangma, permettant notamment la culture du riz. En remontant vers le nord, le climat devient très vite continental avec des hivers de plus en plus rudes car plus influencé par la Sibérie. Les hivers sont relativement secs.
La péninsule reste exposée aux aléas climatiques : ainsi, les inondations en Corée du Nord ont causé, en août 2007, plus de 600 morts et disparus et touché plus d’un million de personnes, entraînant une demande d’aide internationale du gouvernement nord-coréen et des appels à dons d’ONG.

### Flore
La végétation naturelle dans la péninsule coréenne peut être classifiée selon quatre écorégions principales, essentiellement en fonction de la rudesse des hivers. Tout au sud, sur la côte exposée à un climat subtropical et pratiquement à l'abri des gelées, elle est normalement constituée d'une forêt toujours verte de type laurisylve (forêts sempervirentes de Corée méridionale) tandis que la plus grande partie de la péninsule est couverte par des arbres à feuilles caduques (forêts décidues de Corée centrale). Toutefois, ce sont des régions très peuplées, en grande partie urbanisées ou consacrées à l'agriculture. Dans les montagnes et dans le Nord de la Corée, les conifères se font de plus en plus présents, notamment le pin blanc de Corée et le sapin de Mandchourie : ce sont les zones des forêts mixtes de Mandchourie et celle des monts Changbai.

### Faune
La faune de Corée appartient à l'écozone paléarctique. Parmi les espèces natives ou endémiques de la péninsule coréenne, on trouve le lièvre coréen, le cerf d'eau, le mulot coréen, la grenouille brune coréenne ou encore l'épinette coréenne. La zone coréenne démilitarisée constitue une réserve naturelle faunique inédite, abritant des espèces menacées telles que la grue à couronne rouge et le léopard de l'Amour.

## Culture et arts
Dans les textes chinois antiques, la Corée est désignée sous le nom de « fleuves et montagnes brodés dans la soie » (錦繡江山) et « la nation orientale du décorum » (東方禮儀之國). Aux VIIe et VIIIe siècles, la route de la soie a relié la Corée à l’Arabie. Dès 845, les commerçants arabes ont écrit : « au-delà de la Chine est une terre où l’or abonde et qui est appelée Silla. Les musulmans qui y sont allés ont été charmés par le pays et tendent à s’y installer et à abandonner toute idée de partir. »[réf. nécessaire]
Le hanbok est le vêtement traditionnel coréen. D'apparence générale assez sobre, il peut comporter certains raffinements.
Le tigre blanc (백호), le dragon bleu (청룡), le phénix rouge (주작) et la tortue noire (현무) sont les quatre gardiens de la Corée ancestrale dans la mythologie coréenne.

### Musique et danse
Il existe traditionnellement plusieurs types de musiques, selon les cultures, en Corée : 
- les musiques de cour, telles les aak et tangak, d'inspiration chinoise, ou le hyangak, qui, à partir du VIe siècle, devient plus local,
- les musiques chamaniques, telles que le samulnori et ses danses tournantes, dans les nongak ou le sinawi, improvisé, 
- la musique bouddhique, reprenant généralement les rituels apportés de Chine du bouddhisme chán (appelé son localement, thiền au Viêt Nam et zen au Japon), tandis que le hwach'ong s'inspire davantage du folklore local, 
- le Pansori, musique chantée accompagnée de percussions janggu, qui est classé au patrimoine culturel immatériel par l'UNESCO.

### Cuisine

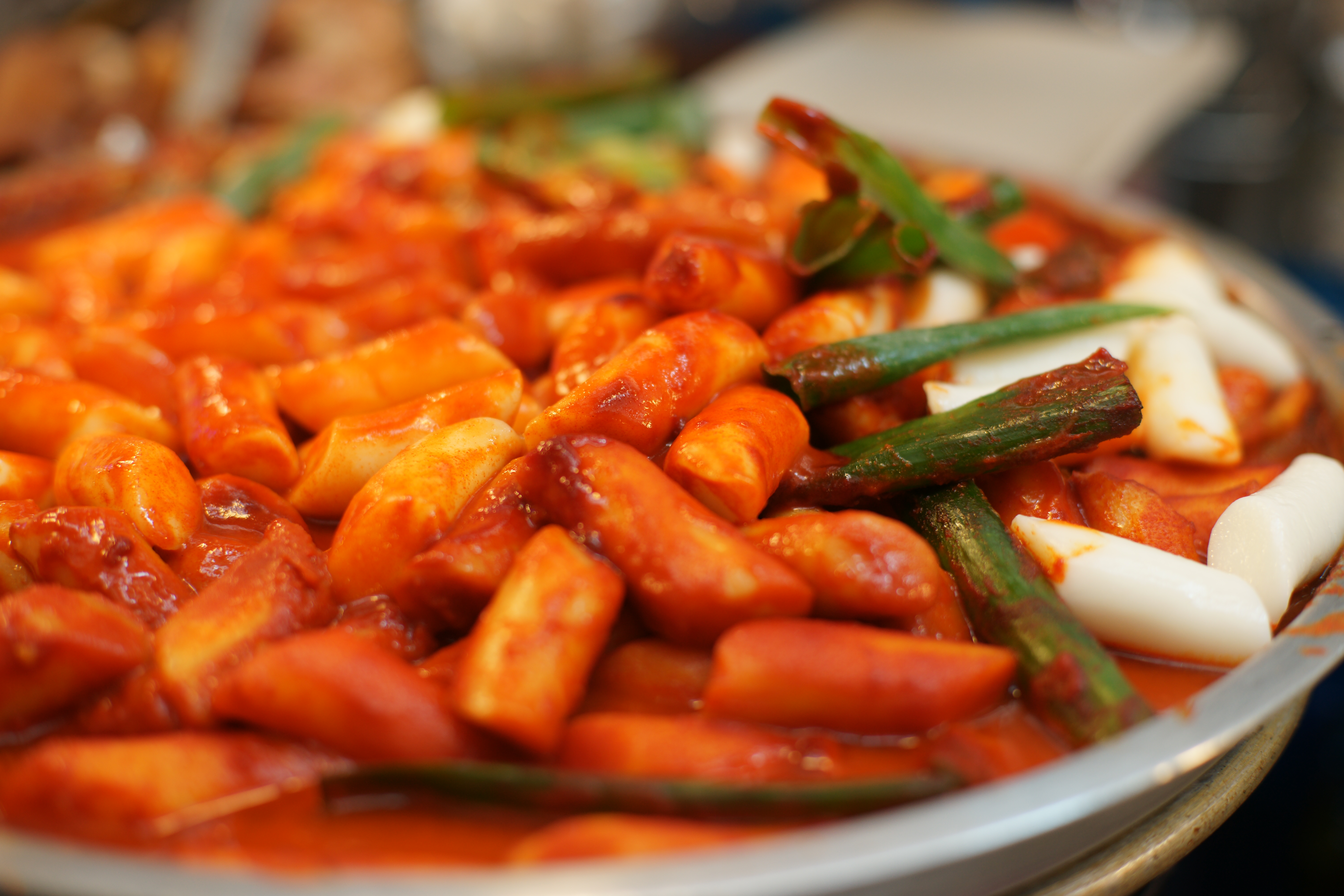
Tteok (pates de riz gluant) au gochujang (sauce pimentée).

La péninsule coréenne se distingue également par sa cuisine, qui fait la part belle aux plats d'accompagnements (banchan servi lorsque l'on consomme du riz), parmi lesquels il existe une grande variété de légumes saumurés (kimchi), et parfois très épicés. On remarque une grande présence du sésame et de l'huile de sésame grillée, ainsi que, depuis le milieu du XXe siècle, de nombreux plats pimentés. Les plats les plus souvent représentés à l'étranger sont :
- le bulgogi (barbecue coréen), utilisant généralement des fines tranches de bœuf (viande, langue) marinée, souvent de porc et parfois de fruits de mer,
- le bibimbap (plat de riz couvert de cinq aliments de couleurs différentes), 
- les gimbap (mets proche du makizushi japonais, mais au sésame et généralement végétarien), 
- la crêpe coréenne (sorte d'omelette très fine), 
- le japchae (nouilles de patates douces avec poivron, lentin du chêne, carottes, etc.) avec bœuf ou végétarien, souvent en entrée, plus rarement en plat, 
- les tteok (aliments à base de pâte de riz gluant), base de différents plats, salés ou sucrés,
- les mandu (équivalent des jiaozi chinois). Comme dans pour les gyoza japonais, ils sont généralement frits quand servis à l'étranger, mais comme pour les jiaozi, ils peuvent également être bouillis ou cuits à la vapeur en Corée.

## Administration

Drapeau proposé pour la Corée réunifiée.

La péninsule est aujourd’hui divisée, à peu près au 38e parallèle (휴전선, 休戰線) en deux États indépendants antagonistes :
- au nord, la république populaire démocratique de Corée qui, selon sa Constitution du 27 décembre 1972, est une démocratie populaire, d'orientation marxiste-léniniste héritée de la Seconde Guerre mondiale, fondée sur les idées du juche, qui revendique l’indépendance politique, économique et militaire de la Corée du Nord ;
- au sud, la république de Corée, qui est actuellement une démocratie parlementaire à représentation monocamérale (le Gukhoe), d'orientation pro-occidentale et capitaliste.

De fortes tensions ont toujours existé entre les parties depuis la guerre froide, celles-ci trouvant son paroxysme durant la guerre de Corée de 1950 à 1953. Depuis, la zone tampon située le long de la frontière entre les deux États, dite « zone coréenne démilitarisée » (DMZ), concentre le plus grand nombre de forces armées au monde. Le village de Panmunjeom, lieu de signature du cessez-le-feu de 1953, est l’endroit où se déroulent traditionnellement les négociations entre les deux Corée.
La déclaration conjointe Nord-Sud du 15 juin 2000 est la pierre angulaire des nouvelles relations qu’entretiennent les deux États, en vue d’une réunification de la péninsule.
Le 12 mars 2013, la Corée du Nord annonce qu'elle met fin aux accords de non-agression avec la Corée du Sud et qu'elle coupe, par la même occasion, le téléphone rouge entre Pyongyang et Séoul.

## Histoire
- Le 3 octobre 2333 av. J.-C. : fondation mythique de la Corée par Dangun, fils de Hwanung et d’une ourse transformée en femme. Plus tard, Gaya apporte des éléments civilisationnels de Chine (culture du riz, tissage et élevage des vers à soie). On appelle aujourd’hui la Corée de cette époque Go-Joseon (signifiant Corée ancienne)[8],[9].
- Présence chinoise de 108 av. J.-C. à 313 apr. J.-C.
- Les Trois Royaumes : Silla (신라), Baekje (백제) et Goguryeo (고구려) de 57 av. J.-C. à 668. Confédération de Gaya (가야).
- Période Silla (신라) : la Corée est unifiée en un seul royaume, de 668 à 935[10].
- Royaume de Balhae (발해) (698-926).
- Royaume de Goryeo (고려) (918-1392).
- Invasion mongole en 1231.
- Période Joseon (조선) (la dynastie fondée par le général Yi Seong-gye) (1392-1910).
- Tentatives d’invasion japonaise en 1592, l'année du Dragon, et 1597-98, repoussées par l’amiral Yi Sun-sin (이순신), héros national.
- Défaite et vassalisation de la Corée par les Chinois mandchous en 1637, dynastie des Qing, la Corée est surnommée le royaume ermite et les étrangers qui entrent ont interdiction d’en sortir.
- 1894 : les paysans coréens sont très mécontents et réclament des réformes économiques et sociales, à cause de l’augmentation des impôts et de l’inflation du prix des biens de première nécessité. Ne pouvant gérer la crise, la Corée demande de l’aide à la Chine.
- Fin août 1894 : la Corée est obligée de signer une alliance militaire avec le Japon.
- 1905 : la Corée devient protectorat japonais.
- Annexion par le Japon le 29 août 1910, qui en fait une province.
- 1er mars 1919, soulèvement contre l'occupant japonais.

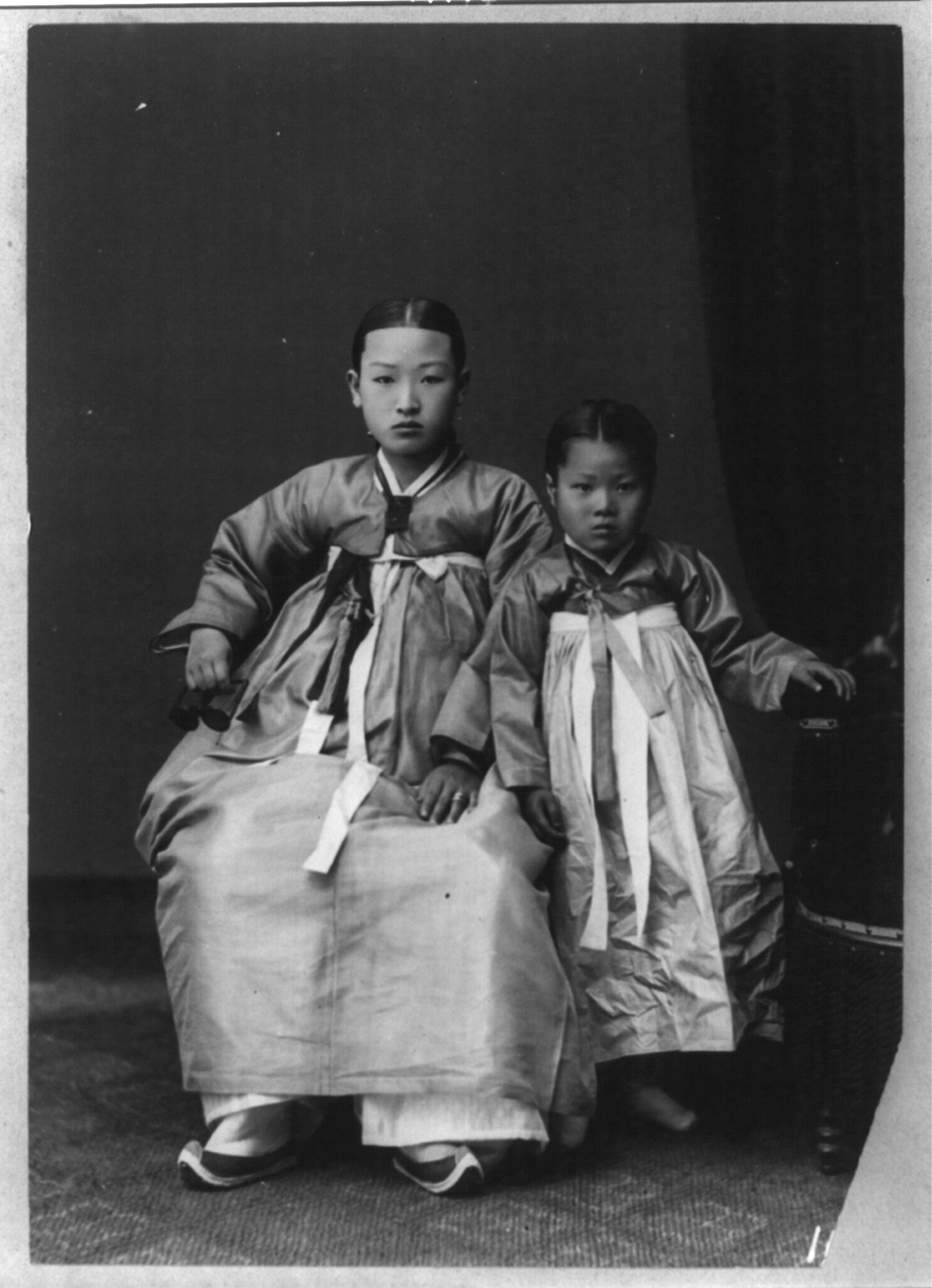
Portrait d’une mère et de sa fille (entre 1910 et 1920).

- 1945 : libération et division du pays en deux zones, séparées par le 38e parallèle.
- Guerre de Corée de 1950 à 1953 : le Nord, sous influence de l’Union soviétique, cherche à annexer le Sud sous influence américaine.
- 1953 : fixation de la frontière entre les deux États[11].

Pont et point de passage entre la Chine et le Japon, depuis ses origines, la Corée  a vu sa décolonisation être un échec : le Nord, se rapprochant de la république populaire de Chine, a adopté une politique communiste basée sur le culte de la personne (juche), tandis que le Sud est sous l' influence des États-Unis. La guerre de Corée a rendu ces deux parties dépendantes de leurs parrainages. Le Sud est en coopération compétitive économique avec le Japon pour s’affirmer. Le Nord s’affirme vis-à-vis du parrain chinois en se faisant plus communiste encore. L’Union soviétique et les États-Unis se sont affrontés par pays interposés, évitant un conflit direct qui, à l’époque aurait pu mener à une escalade atomique (le limogeage de MacArthur en était une preuve). Très vite préoccupée par la situation en Europe, l’Union soviétique s’est désengagée du conflit, laissant la place à la république populaire de Chine.
Un accord de paix historique a été signé le 4 octobre 2007 entre les deux présidents, le sud-coréen Roh Moo-hyun et le nord-coréen Kim Jong-Il. Il met officiellement fin à la guerre de Corée, débutée en 1950. En effet, un simple armistice avait été signé en 1953. Mais depuis peu, la Corée du Nord, devenue le neuvième pays à posséder l'arme atomique, multiplie les « provocations », notamment avec ses essais nucléaires et des bombardements délibérés du territoire sud-coréen, dont celui de Yeonpyeong le 23 novembre 2010 est l’incident le plus sérieux depuis la fin de la guerre en 1953. Pour certains analystes, le régime de Pyongyang chercherait par son attitude belliqueuse à maintenir sa population dans un semi-état de guerre permanent permettant de lui faire accepter les privations qu’elle subit, d’autant plus que la situation alimentaire de la Corée du Nord s’est aggravée de façon catastrophique ces dernières années, avec des menaces récurrentes de famine. Cette dictature adopte cependant un comportement paradoxal. En effet, un mois avant le bombardement de Yeonpyeong, elle réclamait encore une aide humanitaire à sa voisine du sud qui ne la lui avait jamais refusée jusque-là : une attitude qui trahit un affaiblissement significatif du régime totalitaire de Pyongyang.[non neutre]